# Brian Connelly
Brian Connelly, född 10 juni 1986 i Bloomington, Minnesota är en amerikansk professionell ishockeyspelare som spelar för EC Red Bull Salzburg i Österrikiska ishockeyligan.

## Spelarkarriär
Connelly spelade collegehockey med Colorado College, som puckskicklig offensiv back.
Som odraftad, på grund av sin ringa storlek, tecknade Connelly ett kontrakt med Chicago Blackhawks i NHL. Under sina första säsonger med Blackhawks samarbetspartner AHL-laget Rockford IceHogs utvecklades Connelly snabbt som den viktigaste poänggöraren i IceHogs försvar. Under säsongen 2010/2011 spelade Connelly i 2011 AHL All-Star Game.
I den följande säsongen 2011–2012, mitt i sin tredje hela säsong i Blackhawks organisation och efter deltagande i sin andra raka AHL All-Star Game, blev Connelly trejdad till Calgary Flames i utbyte mot Brendan Morrison den 27 februari 2012. Han blev sedan omedelbart tilldelad till Flames AHL-samarbetspartner Abbotsford Heat.
Under det sista året på sitt kontrakt den 26 februari 2014 trejdades Connelly tillbaka till Chicago Blackhawks i utbyte mot Brad Winchester.
Den 11 juli 2014 signerade Connelly som free agent ett ettårskontrakt med Leksands IF i SHL.

## Spelarstatistik
| 2004–05    | Tri-City Storm          | USHL       | 20  | 0  | 3   | 3   | 12  | 9  | 0 | 1 | 1 | 2  |
| 2005–06    | Tri-City Storm          | USHL       | 54  | 3  | 9   | 12  | 16  | 5  | 1 | 0 | 1 | 0  |
| 2006–07    | Colorado College Tigers | WCHA       | 35  | 2  | 15  | 17  | 22  | —  | — | — | — | —  |
| 2007–08    | Colorado College Tigers | WCHA       | 41  | 3  | 16  | 19  | 32  | —  | — | — | — | —  |
| 2008–09    | Colorado College Tigers | WCHA       | 38  | 3  | 24  | 27  | 46  | —  | — | — | — | —  |
| 2008–09    | Rockford IceHogs        | AHL        | 9   | 1  | 2   | 3   | 6   | 3  | 0 | 0 | 0 | 2  |
| 2009–10    | Rockford IceHogs        | AHL        | 78  | 4  | 31  | 35  | 28  | 4  | 0 | 3 | 3 | 2  |
| 2010–11    | Rockford IceHogs        | AHL        | 80  | 11 | 41  | 52  | 39  | —  | — | — | — | —  |
| 2011–12    | Rockford IceHogs        | AHL        | 44  | 5  | 31  | 36  | 16  | —  | — | — | — | —  |
| 2011–12    | Abbotsford Heat         | AHL        | 28  | 1  | 15  | 16  | 10  | 8  | 0 | 2 | 2 | 8  |
| 2012–13    | Houston Aeros           | AHL        | 54  | 5  | 34  | 39  | 14  | 5  | 1 | 3 | 4 | 4  |
| 2013–14    | Iowa Wild               | AHL        | 50  | 5  | 27  | 32  | 18  | —  | — | — | — | —  |
| 2013–14    | Rockford IceHogs        | AHL        | 16  | 3  | 5   | 8   | 4   | —  | — | — | — | —  |
| 2014–15    | Leksands IF             | SHL        | 48  | 2  | 10  | 12  | 10  | 5  | 0 | 1 | 1 | 0  |
| AHL totalt | AHL totalt              | AHL totalt | 359 | 35 | 186 | 221 | 135 | 20 | 1 | 8 | 9 | 16 |